# Petersianthus macrocarpus
Petersianthus macrocarpus ist ein Baum in der Familie der Topffruchtbaumgewächse aus West- und Zentralafrika.

## Beschreibung
Petersianthus macrocarpus wächst als halbimmergrüner Baum bis zu 50 Meter hoch. Der Stammdurchmesser erreicht über 1,3 Meter. Die braune bis gräuliche Borke ist furchig bis schuppig. Es werden nur kleine Brettwurzeln gebildet oder der Stamm ist leicht geriffelt.
Die einfachen und kurz gestielten Laubblätter sind schraubig an den Zweigenden angeordnet. Der bis 2,5 Zentimeter lange Blattstiel ist kurz geflügelt. Die ganzrandigen bis schwach gezähnten, fast kahlen, leicht ledrigen und meist verkehrt-eiförmigen oder spatelförmigen bis elliptischen Blätter sind bespitzt oder spitz bis zugespitzt und bis 16 Zentimeter lang mit keilförmiger Basis. Die Nebenblätter fehlen.
Es werden kurze, endständige und fein behaarte Rispen oder Trauben gebildet. Die kleinen, zwittrigen und gestielten, weiß-grünlichen Blüten sind vierzählig mit doppelter Blütenhülle. Der bis 2 Zentimeter lange Blütenstiel ist mit einem „Gelenk“ unterteilt. Die kleinen Kelchblätter sitzen an einem kurz geflügelten Blütenbecher. Die bis 7 Millimeter großen Kronblätter sind früh abfallend. Es sind viele, an der Basis verwachsen und etwas vorstehende Staubblätter vorhanden. Der zweikammerige Fruchtknoten ist unterständig mit einem relativ langen Griffel. Es ist ein ringförmiger Diskus vorhanden.
Es werden schlank gestielte, vierflügelige und einsamige, nicht öffnende Flügelfrüchte (Scheinfrucht) mit großen, papierigen Flügeln und beständigem Kelch und Griffel gebildet. Die Früchte sind mit Flügeln bis etwa 5–7 Zentimeter groß, der schmal spindelförmige und behaarte Samen (Nuss) ist bis 1,5 Zentimeter lang.

## Verwendung
Das recht schwere, harte und moderat beständige Holz wird für verschiedene Anwendungen genutzt. Das frische Holz hat einen üblen, fauligen Geruch (Stinkholz). Es ist bekannt als Essia, Esia.